# Bosquerola d'Angela
La bosquerola d'Angela (Setophaga angelae) és un ocell de la família dels parúlids (Parulidae).

## Hàbitat i distribució
Habita els boscos de Puerto Rico.